# Stabilisator (schip)

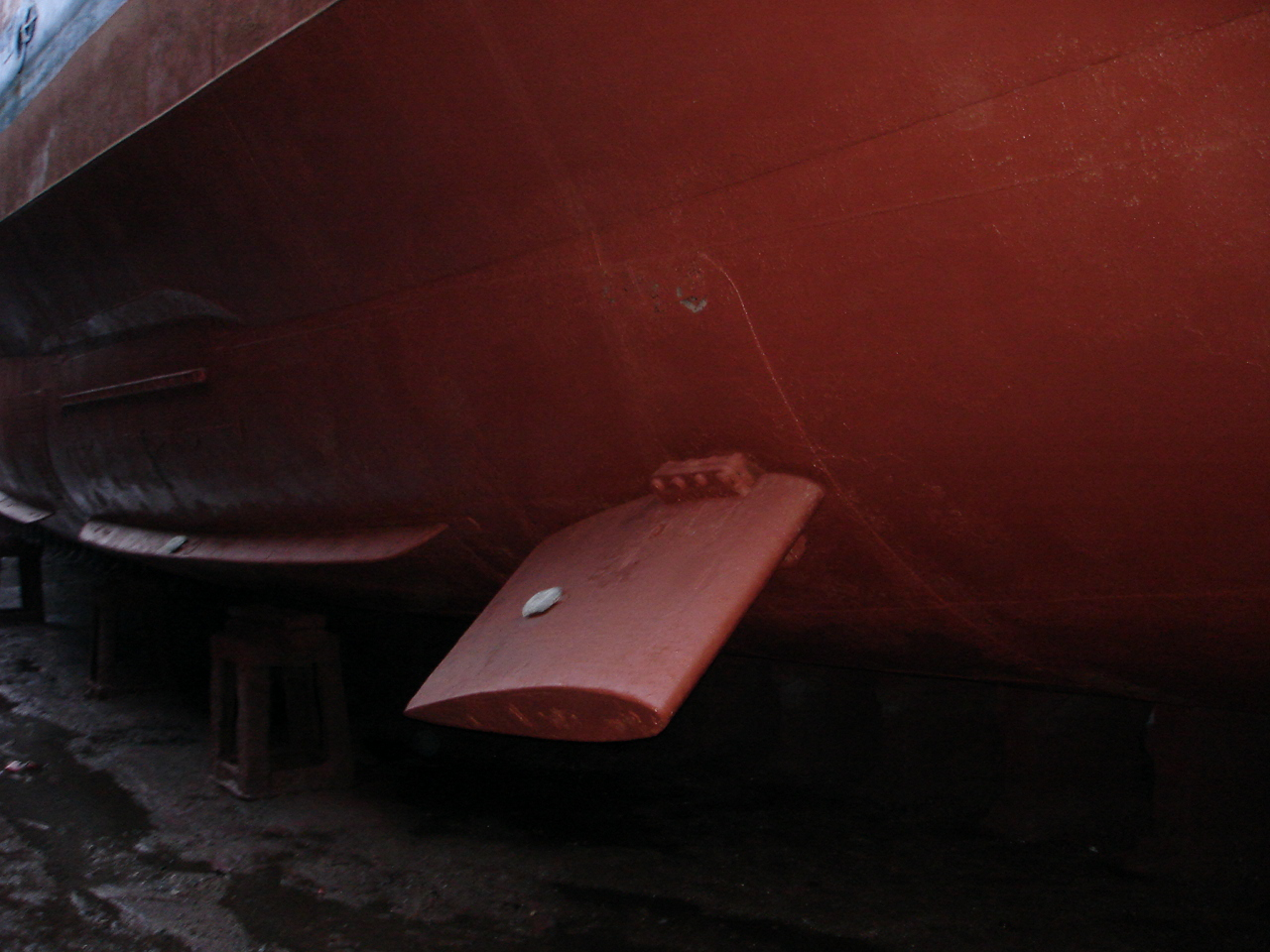
Een vin stabilisator van een schip. Daarachter is een deel van een kimkiel zichtbaar.

Stabilisatoren zijn vinnen die het slingeren van een schip dempen. Als het schip vaart loopt, levert de stroming langs de vinnen een liftkracht die afhankelijk van de hoek van de vinnen de slingerbeweging van het schip kan vermeerderen of verminderen. Deze vinnen kunnen lateraal uitgeklapt worden. Tegenwoordig zijn de systemen meestal gyroscopisch geregelde actieve stabilisatievinnen.

## Soorten stabilisatiesystemen

### Kimkiel
Kimkielen zijn de eerste stabilisatoren die werden aangebracht op commerciële schepen. Sinds het begin van de twintigste eeuw zijn vrijwel alle zeeschepen hiermee uitgerust. Het is een vast systeem bestaande uit platen die langsscheeps langs de romp gemonteerd zijn. Hierdoor wordt meer wrijving gecreëerd tijdens het slingeren waardoor deze dwarsscheepse beweging gedempt wordt. Van alle huidige systemen is dit de minst effectieve, maar wel het goedkoopst en makkelijkst om te installeren.

### Vinnen

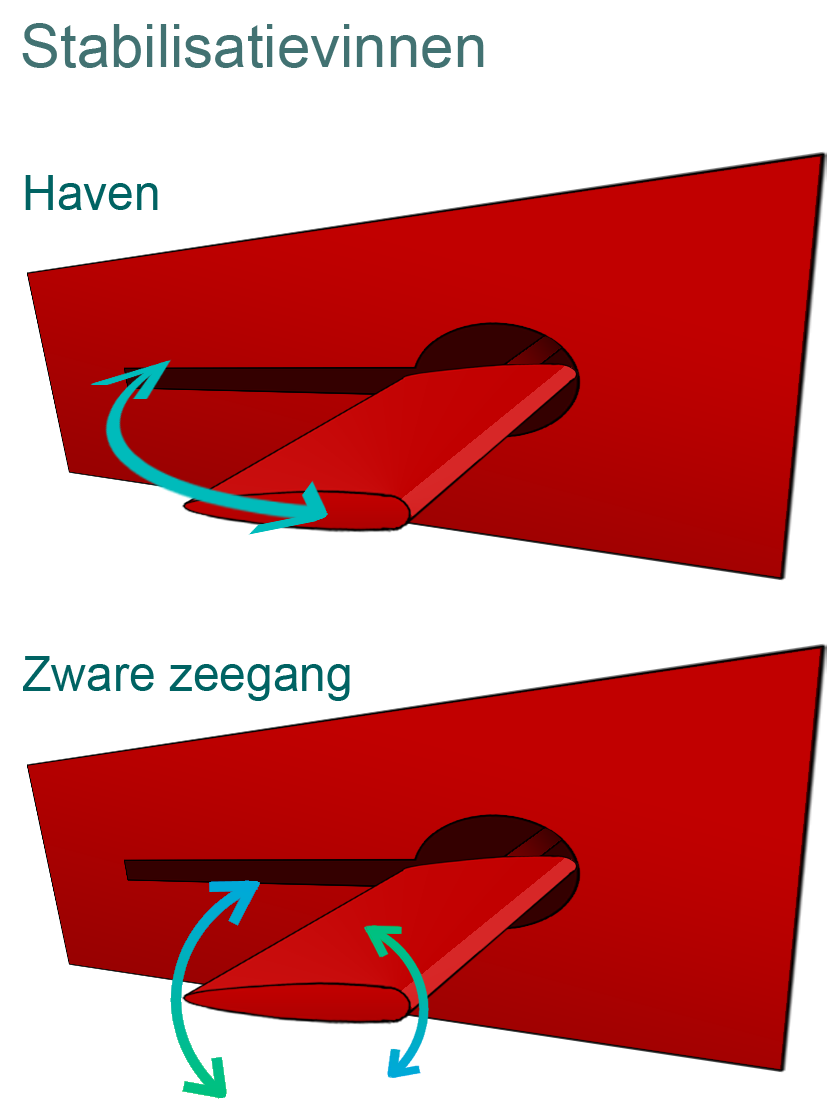
Locatie en diagram van een inklapbare vinstabilisator op een schip.

Het meest voorkomende stabilisatiesysteem werd in 1932 voorgesteld door een ingenieur van General Electric. In 1933 werden deze vin-stabilisatoren voor het eerst gebruikt door een Japans cruiseschip. Bij dit systeem worden er twee draaibare vinnen onder de romp van het schip geïnstalleerd: een aan weerszijden van het schip. Als het schip vaart loopt, levert de stroming langs de vinnen een liftkracht die afhankelijk van de hoek van de vinnen de slingerbeweging van het schip kan vermeerderen of verminderen. De rotatiebeweging van de vinnen wordt hydraulisch of elektrisch aangedreven. Bij kleine schepen worden de vinnen vast gemonteerd op de romp, in tegenstelling tot grote schepen zoals cruiseschepen waarbij de vinnen inklapbaar zijn. De reden hiervoor is dat de grootte van de vinnen steeds in verhouding is met de grootte van het schip, bij een klein schip zullen ze dus niet ver buiten de romp uitsteken, maar bij een groot schip vormt dit een kwetsbaar obstakel, vooral bij afmeren en in sluizen. Tegenwoordig zijn de systemen meestal gyroscopisch geregelde actieve stabilisatievinnen.

### Gyroscopen

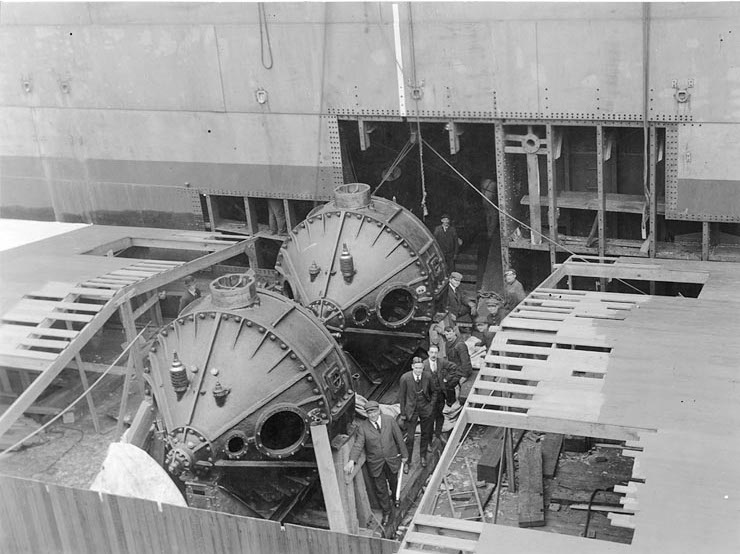
Twee 25 ton gyroscopen tijdens transport naar de scheepswerf voor installatie op de USS Henderson.

Een complexer systeem was geplaatst op de Conte di Savoia uit 1932. De demping werd hier bereikt door het gyroscopische effect dat zich verzet tegen de verandering van de stand van de draaias. Waar gyroscopen in moderne stabilisatoren klein kunnen zijn, omdat ze alleen voor de regeling gebruikt worden, moesten deze zeer groot zijn. Ze hadden dan ook een diameter van 3,96 meter en een gewicht van 108 ton elk. Dit systeem wordt veelal geplaatst op cruiseschepen. Een voordeel is dat een schip ook gestabiliseerd wordt als het geen vaart loopt.

### Rotors
Rotors zijn de nieuwste technologie voor het stabiliseren van een schip. Aan beide kanten van het schip wordt een horizontale buis geïnstalleerd, aangedreven door een elektromotor. Door de vaart van het schip en het draaien van de rotor loodrecht op de vaarrichting, zal door middel van het magnuseffect de rolbeweging van het schip gedempt worden. Dit systeem ondervindt door het kleine oppervlakte weinig weerstand en wordt langsscheeps weggedraaid indien inactief. In de toekomst zal men de rotors kunnen gebruiken om stilliggende schepen te stabiliseren. Door de rotors een ‘schoolslagbeweging’ te laten maken wordt er een kunstmatige vaartdruk opgewekt die nodig is om het schip te stabiliseren, dit is de zogenaamde ‘zero speed motion’.

### Alternatieve systemen
Een ander ongebruikelijk stabilisatiesysteem werd in 1934 geïntroduceerd door een Nederlandse rederij. Dit bestond uit twee grote buizen langs de romp van het schip. De onderkanten van de buizen waren open, terwijl via de bovenkant van de buizen perslucht of stoom werd toegevoegd. De lucht of stoom moest een aan de slingering tegengestelde kracht leveren.
Later kwam het systeem van de antislingertank. Normaal gesproken versterkt de beweging van het water in gedeeltelijk gevulde (slack) ballasttanks de slingering. Doordat dit water echter wordt vertraagd door een vernauwing in het midden van de tank, ontstaat een moment dat tegengesteld is aan het slingermoment. Nadeel hiervan is dat bij hogere golven het water tegen de bovenzijde van de tank aan kan komen, waardoor een onvoorspelbaar zeegedrag ontstaat.